# Llista de Creus de Sant Jordi/2008/Entitats

#### Entitats
Informació actualitzada per un bot. Els canvis manuals es perdran quan s'actualitzi!
| Entitat                                                          | Wikidata  | Descripció                   | Imatge |
| ---------------------------------------------------------------- | --------- | ---------------------------- | ------ |
| Federació Catalana de Tennis                                     | Q6435013  |                              |        |
| Ateneu Igualadí de la Classe Obrera                              | Q8207993  | edifici d'Igualda            |        |
| Ateneu Agrícola                                                  | Q11907106 |                              |        |
| Mútua dels Enginyers de Catalunya                                | Q11938284 | mutualitat                   |        |
| Mútua de Terrassa                                                | Q11938285 | mútua sanitària catalana     |        |
| Secretariat d'Escola Rural                                       | Q11948005 |                              |        |
| Associació Pro-Memòria als Immolats per la Llibertat a Catalunya | Q16172042 | entitat de memòria històrica |        |
| Consorci de Salut i Social de Catalunya                          | Q16189780 |                              |        |
| Hospital Universitari Dexeus                                     | Q20102153 | hospital a Barcelona         |        |